# Ruta 704 (Costa Rica)
La Ruta 704, oficialmente Ruta Nacional Terciaria 704, es una ruta nacional de Costa Rica ubicada en la provincia de Alajuela.

## Descripción
En la provincia de Alajuela, la ruta atraviesa el cantón de San Ramón (los distritos de San Juan, Concepción), el cantón de Naranjo (el distrito de San José).